# Série perturbative
En théorie quantique des champs la plupart du temps les observables sont exprimées comme série formelle en les constantes de couplage appelée série perturbative. À chaque ordre de cette série, le coefficient correspond à une somme de diagrammes de Feynman.
Ce développement permet d'évaluer correctement les observables lorsqu'on est dans un régime où les constantes de couplages (adimensionnées) sont petites.